# Шахид Капур
Шахид Капур (роден на 25 февруари 1981 г.) е индийски актьор, който участва във филми на хинди. Първоначално признат за своите романтични роли, оттогава той участва в екшън филми и трилъри и е носител на няколко награди, включително три награди Filmfare.
Той се появява като танцьор в няколко филма от 90-те години, а по-късно е включен в музикални видеоклипове и телевизионни реклами. Прави своя филмов дебют през 2003 г. с главна роля в романтичната комедия Ishq Vishk, за който печели наградата Filmfare за най-добър мъжки дебют. Следват не толкова успешни роли, докато не взема участие в най-касовата семейна драма на Sooraj Barjatya – Vivah (2006).
Капур спечели похвала за ролята на проблемен бизнесмен в романтичната комедия на Имтиаз Али Jab We Met (2007) и братя близнаци в екшън филма Kaminey (2009) на Vishal Bhardwaj. След поредната серия от неуспешни филми участва в екшъна R... Rajkumar (2013). Допълнително признание получава за превъплъщението в героя на Хамлет в трагедията на Бхардвадж Хайдер (2014) и певец, злоупотребяващ с наркотици, в криминалната драма Удта Пенджаб (2016). За първия той печели наградата на Filmfare, а за втория наградата на Filmfare Critics, и двете за най-добър актьор. Най-касовите издания на Капур идват с драмата Padmaavat (2018) и романтичната драма Kabir Singh (2019). Оттогава той участва в криминалния драматичен сериал на Amazon Prime Video Farzi (2023).
В допълнение към актьорството Капур подкрепя благотворителни организации, домакин е на церемонии по награждаване и участва като съдия за таланти в танцовото риалити шоу Jhalak Dikhhla Jaa Reloaded (2015). Женен е за Мира Раджпут, от която има две деца.